# Hunt the Wumpus
Hunt the Wumpus è uno dei primi esempi di videogiochi di avventura, realizzato nel 1972 dallo statunitense Gregory Yob in linguaggio BASIC. Nel gioco, che si svolge in un labirinto generato in maniera casuale, si interpreta un cacciatore che deve uccidere un mostro chiamato Wumpus. Inizialmente sviluppato in modalità testuale, è stato in seguito convertito in modalità grafica per l'home computer TI-99/4A della Texas Instruments.

## Modalità di gioco
Lo scopo del gioco è quello di scoprire la stanza dove è nascosto il Wumpus; una volta individuata, si ha una sola occasione per sparare una freccia da una stanza adiacente alla sua tana. Per trovarlo occorre fare attenzione alle stanze sporche di sangue, dato che il mostro è nascosto in una stanza vicina ad esse; invece le stanze sporche di muschio sono vicine a dei pozzi senza fondo, dove si può cadere. Esistono anche "super-pipistrelli", in grado di catturare il giocatore e farlo cadere in una stanza casuale.